# Сан-Пьетро-ди-Кастелло (церковь)
Базилика Сан-Пье́тро-ди-Касте́лло (итал. La basilica di San Pietro di Castello) — католическая малая базилика Святого Петра на одноимённом острове в венецианском сестиере (районе) Кастелло. Известна с VIII века, свой нынешний облик приобрела в конце XVI века. С 1451 по 1807 года именно здесь, а не в соборе святого Марка, находилась кафедра патриарха Венеции. В эти годы церковь формально имела статус кафедрального собора. Повреждена в годы Первой мировой войны, отреставрирована в 1970-е годы.
Церковь Сан-Пьетро-ди-Кастелло включена в список Всемирного наследия ЮНЕСКО.
Церковь имеет достоинство малой базилики и входит в состав ассоциации «Хор Венеции».

## Древняя история
Церковь была заложена в 775 году на месте лагеря римских легионеров, давшего название району Кастелло. Лагерь, вместе с небольшим портом и корабельным доком был основан консулом Попиллием в 132 году до н. э. для охраны дороги Via Popilia связывающей Равенну и Аквилею. Это одна из восьми церквей, основанных святым Магнусом, епископом Одерцо, который в это время служил в Венеции. По археологическим данным строительство велось начиная с 822—823 годов и завершалось около 831—832 года. Свидетельство частично подтверждается завещанием Орсо, епископа Оливоло с 822 года, который утверждает, что именно он заложил фундамент здания.

## Легенда
В то время города ещё не было, существовало лишь скопление небольших общин, разбросанных по болотистым островам. Согласно легенде, однажды, апостол Пётр явился в видении святому Магнусу и повелел ему основать церковь на месте, где тот увидит быка и овцу, пасущихся бок о бок. Указанное место было найдено и Магнус построил церковь, посвятив её святому Петру. По другим данным, она была освящена в честь византийских святых Сергия и Вакха. В 841 году церковь была перестроена епископом Орсо Партесипацио и заново посвящена святому Петру.

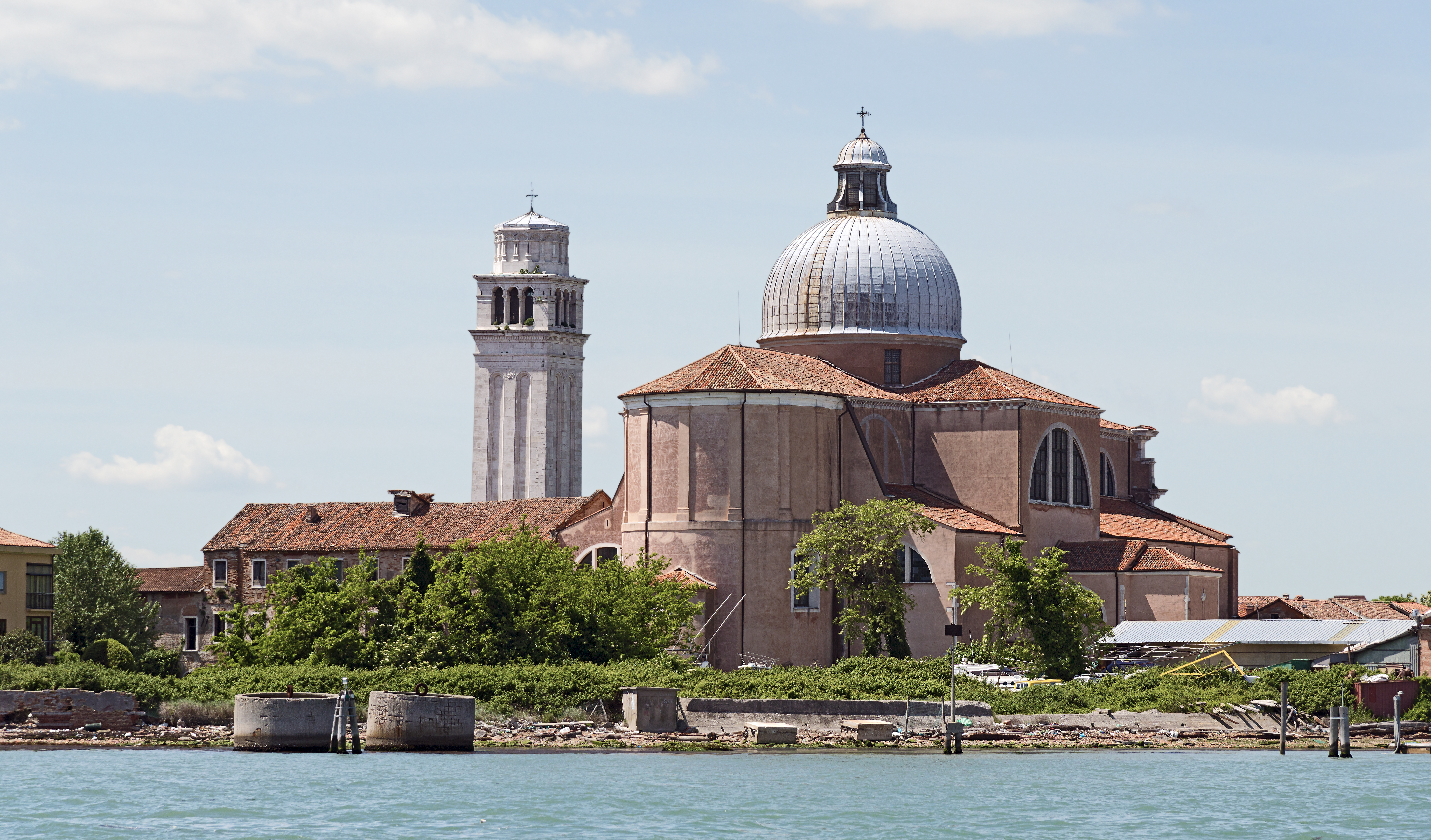
Вид на базилику с лагуны

## Новая история
Первый епископ Кастелло занял свою должность в 1091 году. В 1120 году пожар уничтожил здание. Когда церковь начали строить заново, её размеры были увеличены (как мы видим на карте Якопо де Барбари 1500 года) и к ней был добавлен баптистерий, посвящённый Иоанну Крестителю. В 1451 году, несмотря на свою отдалённость от политического и экономического центра города, церковь получила статус кафедрального собора, так как тогда, согласно присланной папой римским Николаем V булле, полномочия патриарха были переданы епископу Кастелло, сделавшему церковь своей кафедрой. После этого в строительство храма стали вкладывать значительные средства. В 1480-х годах, архитектор Мауро Кодуччи перестроил кампанилу церкви с помощью истрийского камня, что стало первым примером использования этого материала в Венеции. В период с 1508 по 1524 годы патриарх Антонио Контарини провёл реставрацию пола и потолка. Между 1512 и 1526 годами были реконструированы капеллы, обновлена мебель.
В 1556 году патриархом Венеции стал Пьетро Дьедо. 7 января 1558 года он подписал контракт с архитектором Андреа Палладио о перестройке фасада и интерьера церкви. Эта работа стала первым заказом Палладио в Венеции, но он не смог её завершить из-за смерти финансировавшего работы патриарха. В период с 1594 по 1596 годы, при поддержке патриарха Лоренцо Приули, украшение фасада было закончено Франческо Смеральди. Амбициозный проект Палладио был упрощён, возможно из-за недостатка средств. Начиная с 1619 года, интерьер был переделан Джероламо Грапичья при патриархе Джованни Тьеполо.
С 1630 года до падения Республики в 1797 году, в базилику совершалось ежегодное паломничество в честь празднования дня освобождения города от чумы (8 января).
До 1807 года церковь была кафедральным собором. При соборе действовала приходская церковь Сан-Марциале. Статус собора был утрачен после того, как по приказу Наполеона кафедра патриарха Венеции была перенесена в базилику Сан-Марко. После этого базилика Сан-Пьетро-ди-Кастелло пришла в запустение. Монастырь, прилегавший к церкви, по приказу вице-короля Италии Эжена де Богорне был превращён в пороховницу.
Во время Первой мировой войны в результате бомбардировок здание было повреждено. Церковь была восстановлена только в 1970-х годах.

## Архитектура церкви

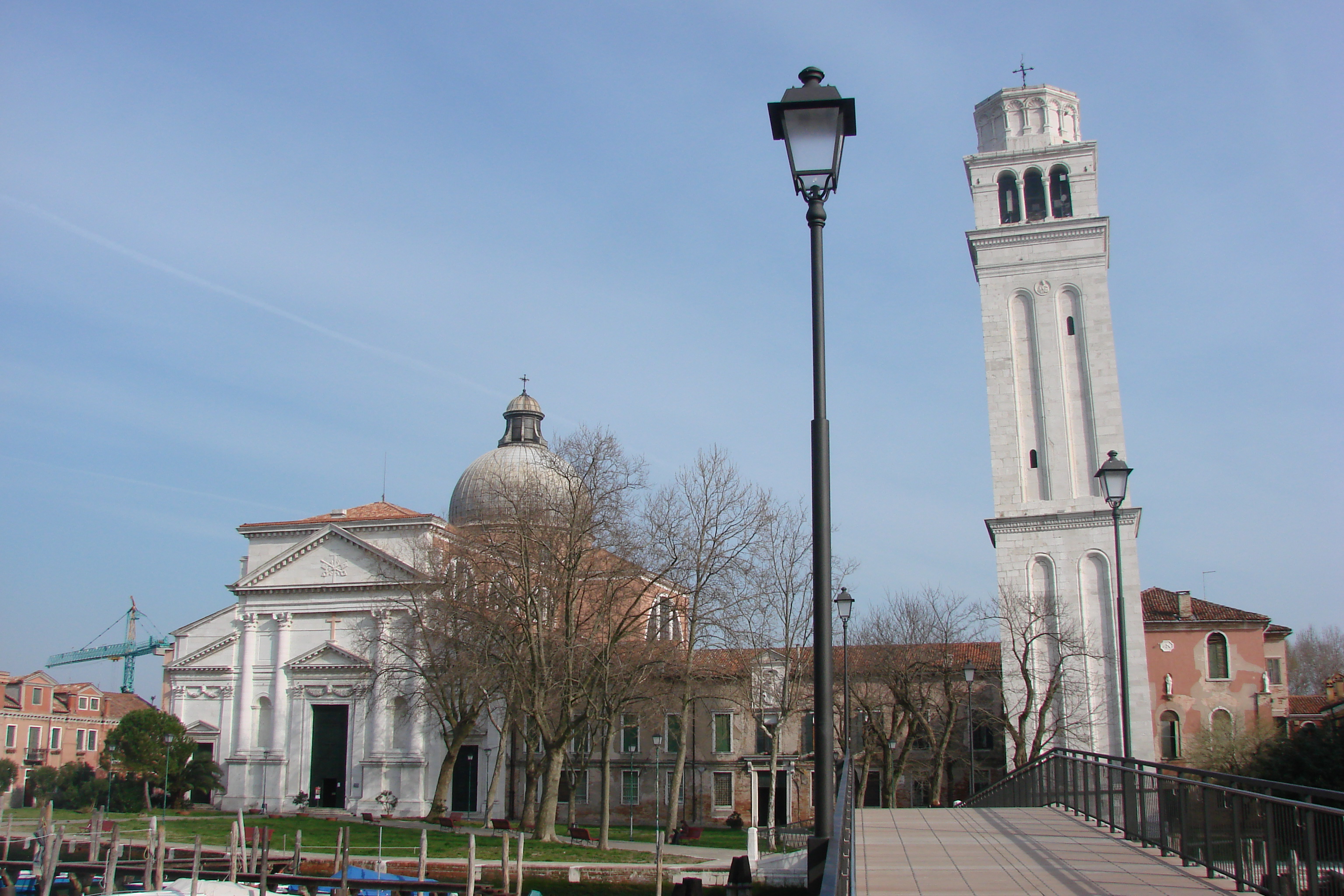
Кампанила (колокольня) церкви

Фасад церкви, по сравнению с другими работами Палладио в Венеции, выглядит простым и лаконичным, но он следует классической палладианской схеме: трёхчастная структура, треугольный фронтон с боковыми сегментами малых фронтонов. Входной портал фланкирован полуколоннами большого (в высоту двух ярусов) композитного ордера на высоких постаментах.
Церковь венчает большой купол, что подчёркивает её значение. В этом она схожа с другими постройками Палладио в Венеции: базиликой Сан-Джорджо Маджоре и церковью Иль Реденторе. Купол поддерживается барабаном с прямоугольными окнами. Рядом с церковью находится колокольня работы Мауро Кодуччи. Интересно, что она, подобно Пизанской башне, наклонена и поэтому считается одной из самых опасных в Венеции.

## Интерьер
Здание имеет план латинского креста с тремя нефами, разделёнными тремя арками каждый. Трансепт пересекает церковь, отделяя главный неф от пресбитерия, окружённого двумя боковыми капеллами. Место пересечения нефа и трансепта перекрыто большим куполом.
Главный алтарь, в котором хранятся останки Святого Лоренцо Джустиниани, первого патриарха Венеции, датируется 1646 годом. Это работа Клементе Молли, которому также было поручено создать несколько алтарных статуй по проекту Бальдассаре Лонгены, который также спроектировал капеллу в левом нефе кардинала Франческо Вендрамина, посвящённую Богоматери на горе Кармель (Nostra Signora del Carmine).
Орган был построен Пьетро Накини — мастером из Далмации, работавшим в Венеции в XVIII веке.

## Произведения искусства
В церкви находятся несколько выдающихся произведений искусства, в том числе картина «Святые Иоанн Богослов, Пётр и Павел» работы Паоло Веронезе (1585), алтарная роспись в капелле Вендрамина работы Луки Джордано.
Кресло Святого Петра, которое, согласно легенде, принадлежало самому апостолу, когда он был епископом Антиохии, якобы было подарено дожу Пьетро Традонико византийским императором Михаилом III; на самом деле оно сделано из исламской погребальной стелы XIII века с арабскими декоративными мотивами и куфическими надписями стихов Корана: Сура III, ст. 192—194 «О Господь! Дай нам то, что Ты обещал нам, устами Ангелов Твоих, и не посрами нас в день воскресения» и сура XXIII, ст. 118 «И Ты прости! Будь милостив! Ты среди лучших из милосердных!»
В капелле Ведрамин также находится алтарь Луки Джордано 1650 года, изображающий Мадонну с Младенцем и с душами в чистилище. В левом нефе находится капелла Ландо с мозаичным алтарём работы Арминио Цуккато, возможно, по рисунку Якопо Тинторетто (1570). Также в церкви находятся картины «Непорочное зачатие» Джованни Марии Морлайтера, «Мученичество Святого Иоанна Богослова» Падованино, «Ужин в Эммаусе» Пьетро Маломбра, «Ужин в доме Симона фарисея», две статуи Орацио Маринали и многое другое. Картина «Святой Георгий, принцесса и дракон» Марко Базаити с 1985 года хранится в Галерее Академии.

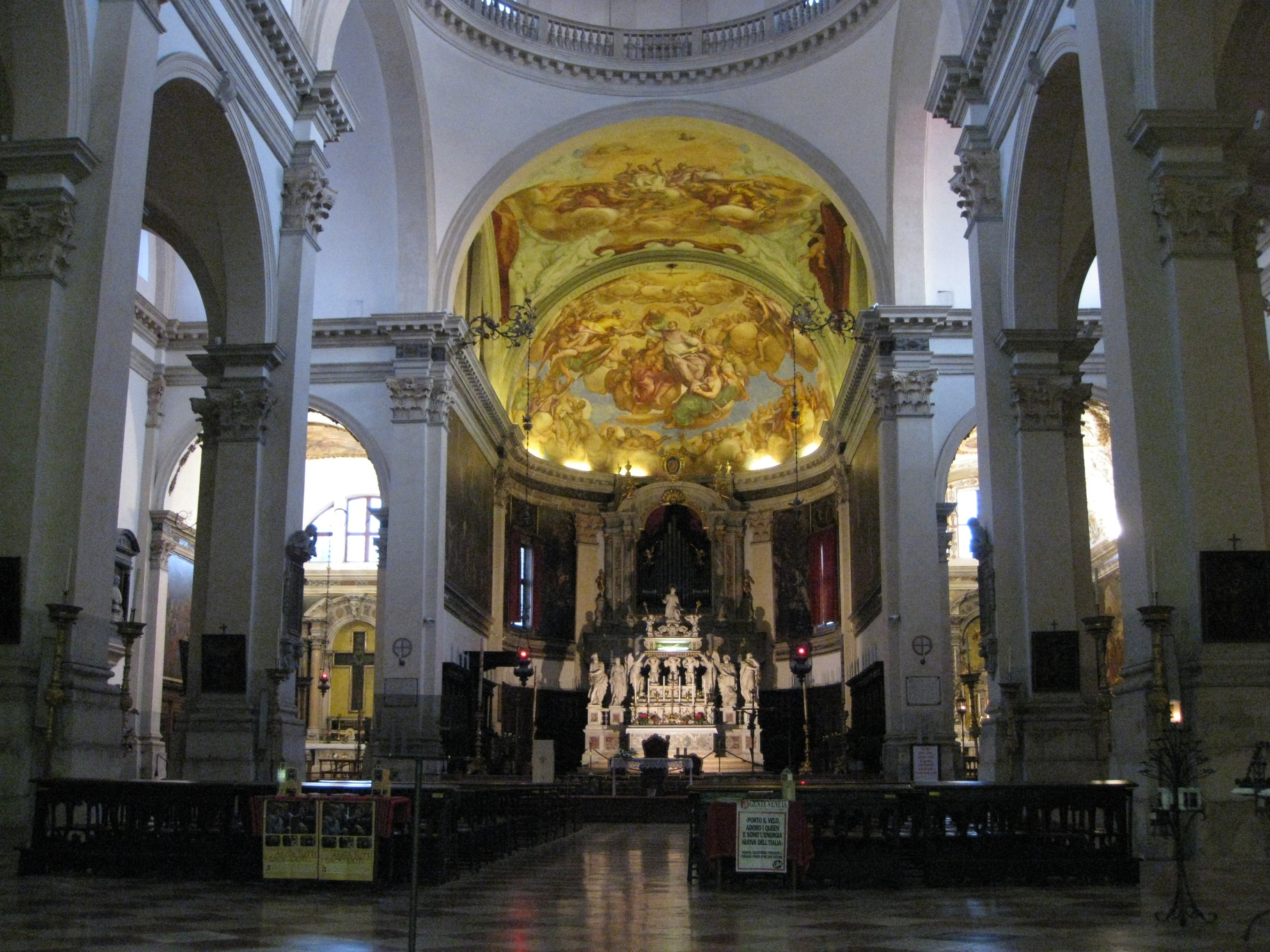
Интерьер. Апсида
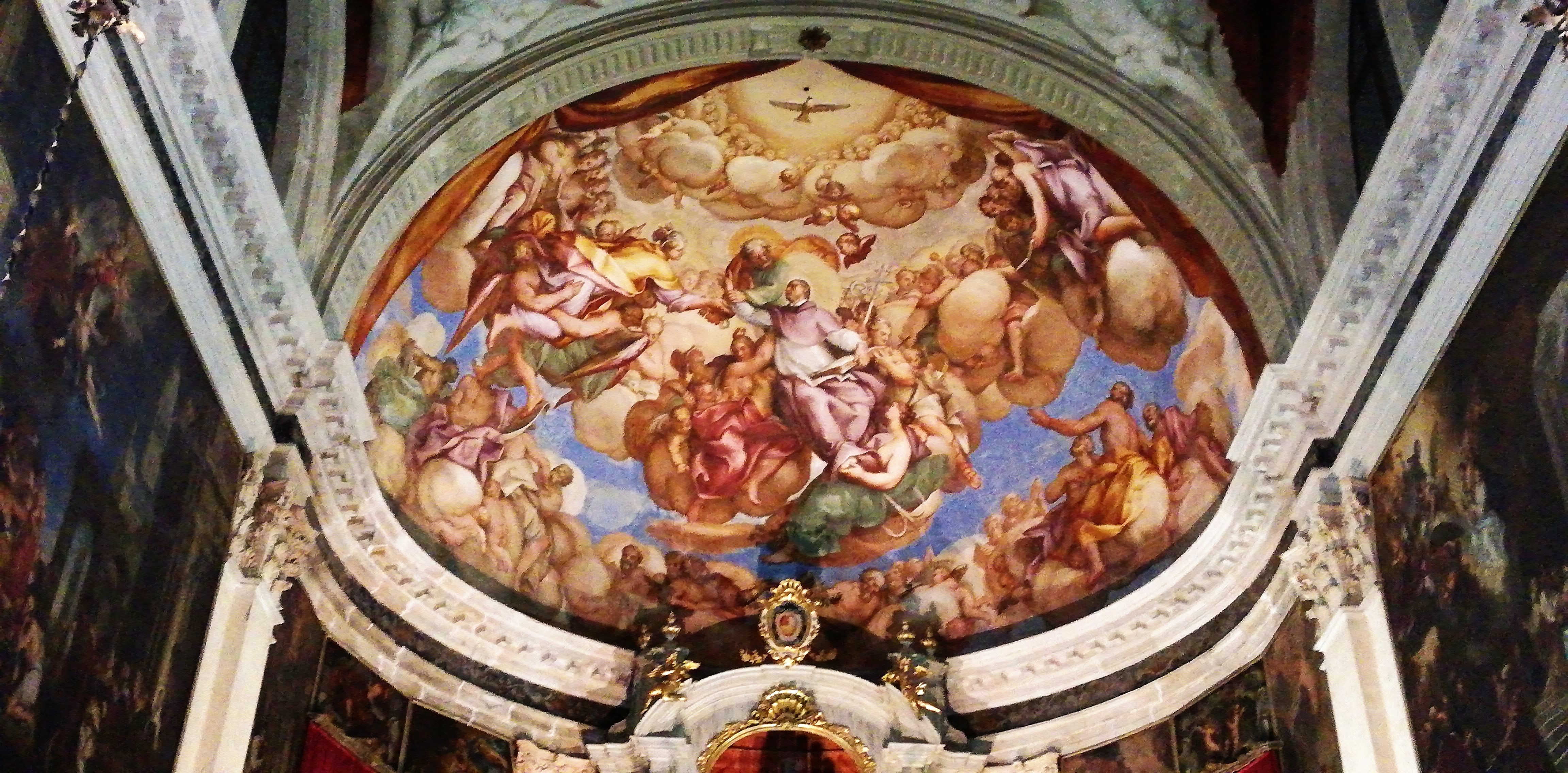
Роспись конхи апсиды
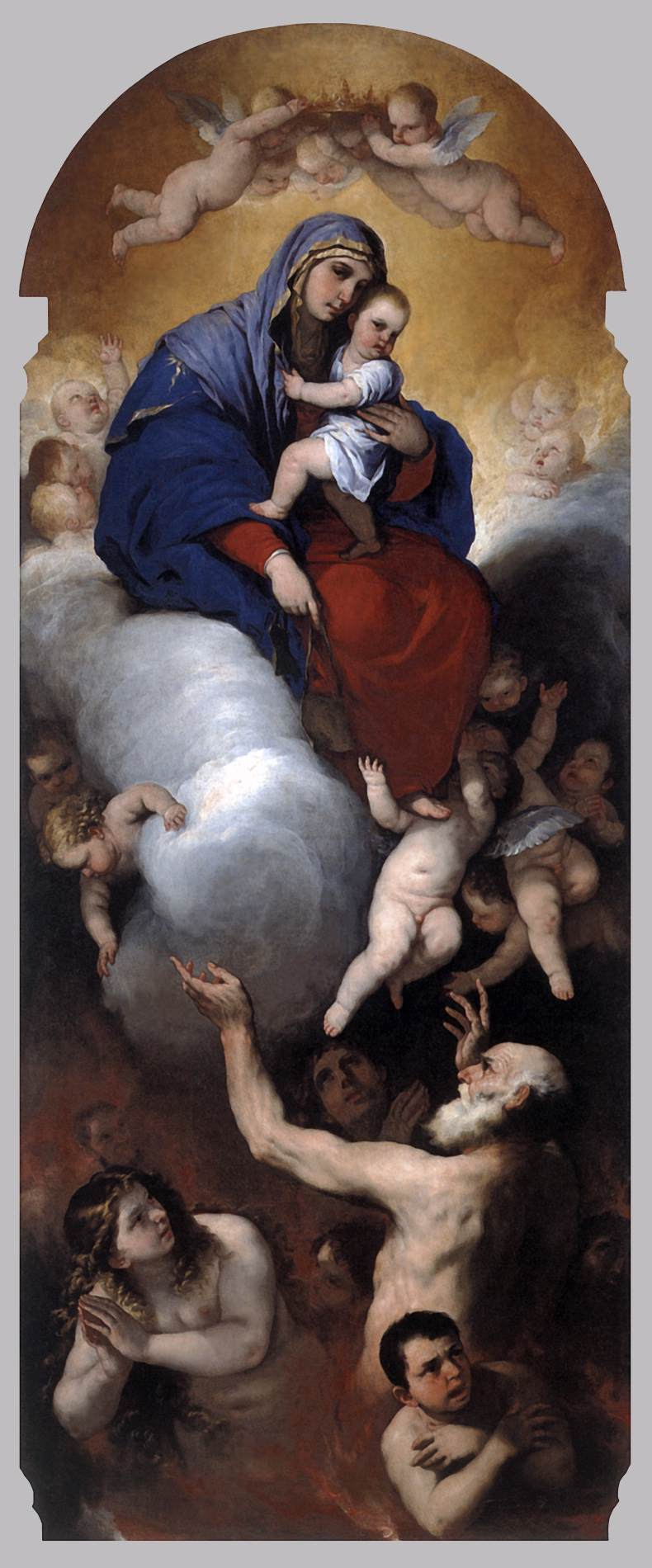
Лука Джордано. Мадонна с Младенцем и с душами в чистилище. 1650. Холст, масло
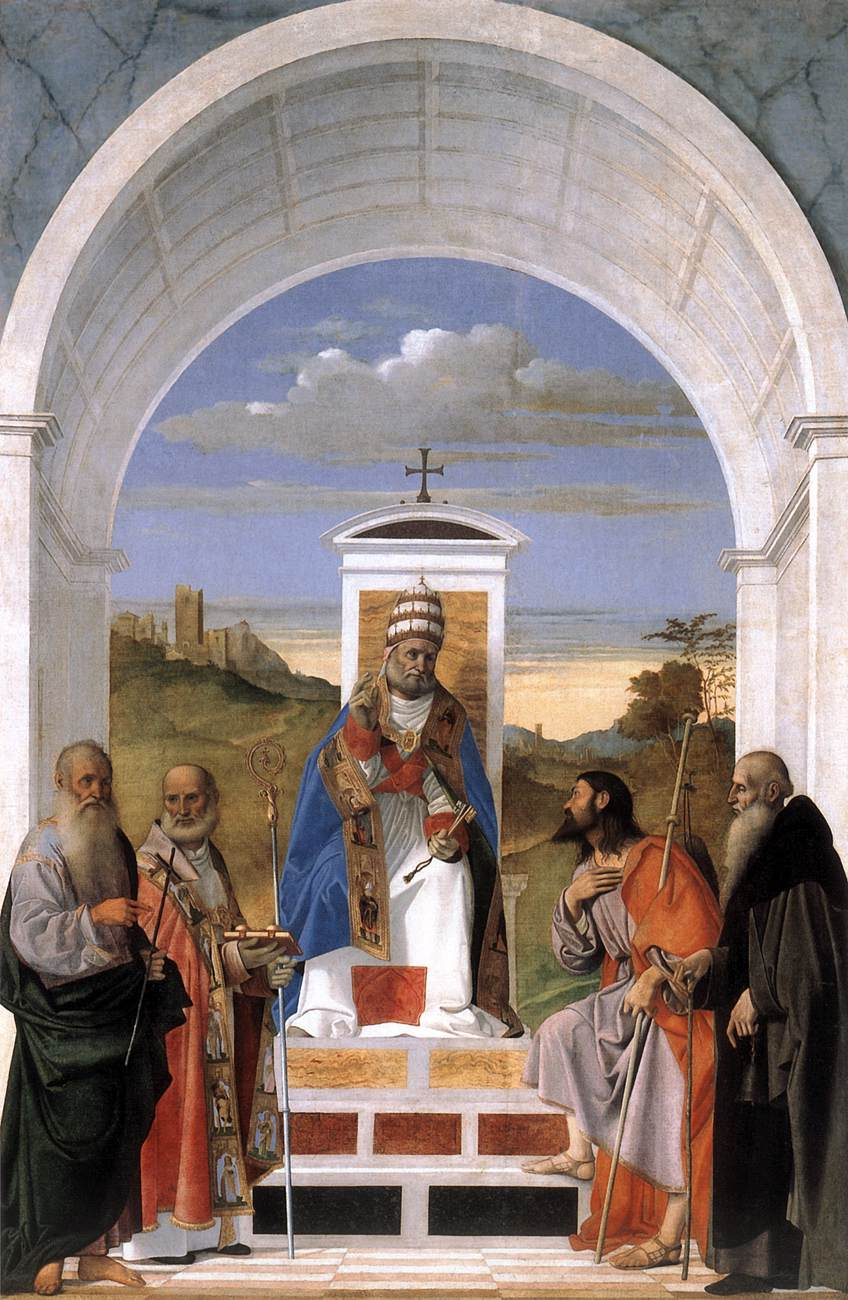
М. Базаити. Святой Пётр на троне и четыре святых. Холст, масло.
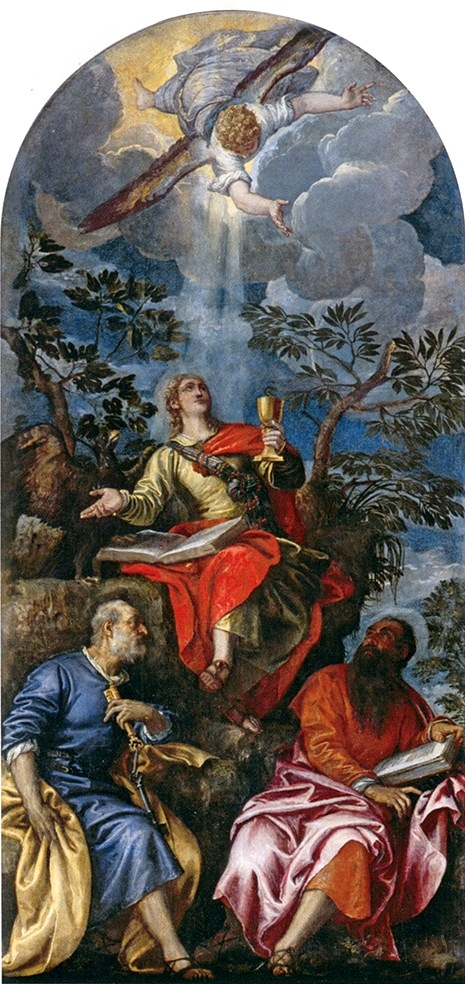
Веронезе. Святые Иоанн Богослов, Пётр и Павел. 1585. Холст, масло
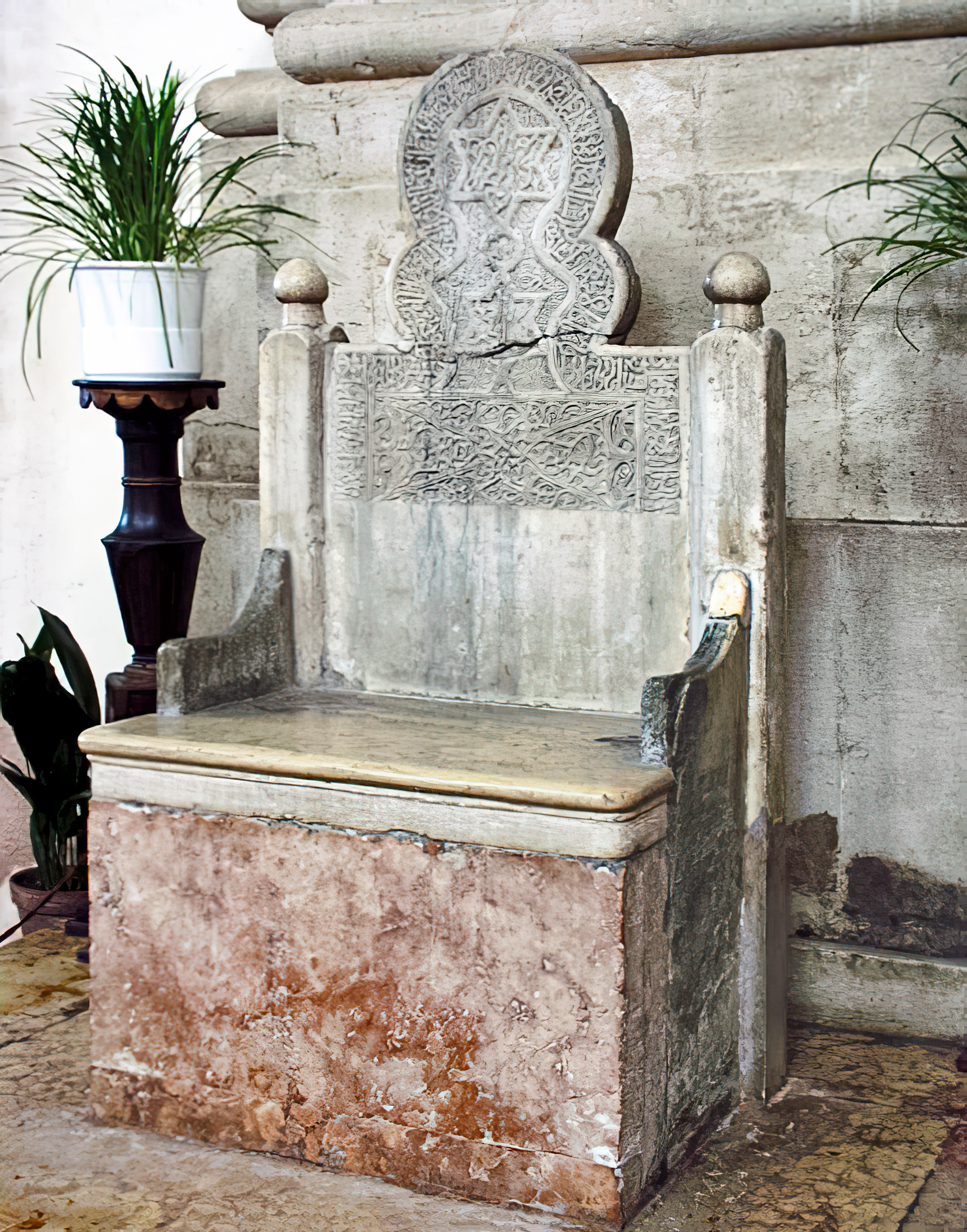
«Кресло Святого Петра»